# Lituanie au Concours Eurovision de la chanson 2023
La Lituanie est l'un des trente-sept pays participant au Concours Eurovision de la chanson 2023, qui se tient du 9 au 13 mai 2023 à Liverpool au Royaume-Uni. Le pays est représenté par Monika Linkytė, avec sa chanson Stay. Le pays se classe 11e avec 127 points lors de la finale.

## Sélection
La participation de la Lituanie à l'Eurovision 2023 est confirmée le 29 juillet 2022. Il est confirmé le 11 octobre 2022 que la sélection nationale Pabandom iš naujo! allait être reconduite pour une quatrième édition.

### Format
Pabandom iš naujo! (en lituanien : «Essayons encore!») est la sélection utilisée pour la quatrième fois de suite cette année. Elle consiste en cinq émissions, à raison d'une par semaine: deux auditions, deux demi-finales et une finale.

Quinze chansons participent à chaque audition, à l'issue de laquelle cinq sont éliminées. Les vingt chansons restantes sont réparties dans deux demi-finales; les cinq chansons arrivées premières de chacune d'entre elles se obtiennent une place en finale. La finale est donc composée de dix chansons.

Les résultats de chaque show sont déterminés à 50% par un jury de professionnels et à 50% par les votes du public lituanien. En cas d'égalité, les votes du jury priment.

### Participants
La période de candidatures dure du 11 octobre au 12 décembre 2023.

La liste des participants est révélée par LRT le 20 décembre 2022.
- Première place
- Disqualifiée

| Artiste                           | Chanson                | Langue    | Auteur(s)                                                                    |
| --------------------------------- | ---------------------- | --------- | ---------------------------------------------------------------------------- |
| Agnė                              | New Start              | Anglais   | Agnė Buškevičiūtė-Tumalavičienė, Vilius Tumalavičius                         |
| Aistė Pilvelytė                   | We're Not Running      | Anglais   | Justine Eltakchi, Aidan O'Connor                                             |
| Alen Chicco                       | Do You                 | Anglais   | Tomas Alenčikas                                                              |
| Antikvariniai Kašpirovskio dantys | Sėdi ir važiuoji       | Lituanien | Martynas Enčius, Karolis Steponavičius                                       |
| Baiba                             | When the Lights Go Out | Anglais   | Baiba Skurstene, Andrius Kairys                                              |
| Beatrich                          | Like a Movie           | Anglais   | Marc Dowding, Beatričė Pundžiūtė                                             |
| Donata                            | Dreamer                | Anglais   | Ylva Persson, Linda Persson, Janne Hyöty, Christopher Wortley                |
| Gabrielius Vagelis                | Šauksmas               | Lituanien | Kim Wennerström, Gabrielius Vagelis                                          |
| Gebrasy                           | Saw Your Ghost         | Anglais   | Faustas Venckus, Audrius Petrauskas                                          |
| Il Senso                          | Sparnai                | Lituanien | Merūnas Vitulskis                                                            |
| I.T.                              | Žinau, tai tu          | Lituanien | Ingrida Toleikytė-Mikalauskienė                                              |
| Joseph June                       | Vacuum                 | Anglais   | Vytautas Gumbelevičius                                                       |
| Justa Rubežiūtė                   | When I'll Find         | Anglais   | Algirdas Veževičius, Justinas Stanislovaitis                                 |
| Justė Kraujelytė                  | Need More Fun          | Anglais   | Justė Kraujelytė, Edgaras Žaltauskas, Kasparas Meginis                       |
| Justin 3 feat. DJ AugustYno       | Not Giving Up          | Anglais   | Algirdas Veževičius, Justinas Stanislovaitis                                 |
| Lina Štalytė                      | My Body                | Anglais   | Lina Štalytė                                                                 |
| Luknė                             | Paradise               | Anglais   | Rob Price                                                                    |
| Mario Junes                       | Do What You Do         | Anglais   | Marijus Kijauskas, Faustas Venckus                                           |
| Matt Len                          | Midnight Train         | Anglais   | Matas Lenktis                                                                |
| Melona                            | Song of Whispers       | Anglais   | Algirdas Veževičius, Illona Podrabinkína, Justinas Stanislovaitis            |
| Monika Linkytė                    | Stay                   | Anglais   | Monika Linkytė, Krists Indrišonoks, Jānis Jačmenkins                         |
| MoonBee                           | Rumor                  | Anglais   | Austėja Pukelytė, Gytis Valickas                                             |
| Multiks                           | London                 | Anglais   | Paulius Burba                                                                |
| Noy                               | Destiny's Child        | Anglais   | Nojus Žebrauskas, Viktorija Raibužytė, Rita Dmitrijenko, Dominykas Zalieckas |
| Paulina Paukštaitytė              | Let Me Think About Me  | Anglais   | Paulina Paukštaitytė, Krists Indrišonoks, Jānis Jačmenkins                   |
| Petunija                          | Love of My Life        | Anglais   | Agnė Šiaulytė, Diana Anisko, Morta Grigaliūnaitė, Egidija Mačiulytė          |
| Ruta Mur                          | So Low                 | Anglais   | Rūta Murinaitė                                                               |
| The Pixls                         | Šaukt                  | Lituanien | Mantvydas Sabaitis, Kęstutis Vaitkevičius, The Pixls                         |
| Viktorija Faith                   | If You Ever Miss Me    | Anglais   | Viktorija Faith                                                              |
| Voldemars Petersons               | Things                 | Anglais   | Voldemars Petersons                                                          |
| W.I                               | Can You Not            | Anglais   | Viktoras Olechnovičius, Ieva Lapinskaitė                                     |

### Shows

#### Auditions

##### Audition 1
La première audition est diffusée le samedi 21 janvier 2023. Quinze des trente chansons en lice y participent; dix d'entre elles se qualifient pour les demi-finales.
- Qualifiés

| Ordre | Artiste                     | Titre                  | Score | Score    | Score    | Score | Place |
| Ordre | Artiste                     | Titre                  | Jury  | Télévote | Télévote | Total | Place |
| ----- | --------------------------- | ---------------------- | ----- | -------- | -------- | ----- | ----- |
| 1     | Aistė Pilvelytė             | We're Not Running      | 2     | 207      | 0        | 2     | 12    |
| 2     | Joseph June                 | Vacuum                 | 2     | 414      | 4        | 6     | 8     |
| 3     | Il Senso                    | Sparnai                | 2     | 466      | 6        | 8     | 7     |
| 4     | W.I                         | Can You Not            | 0     | 162      | 0        | 0     | 15    |
| 5     | Multiks                     | London                 | 0     | 279      | 1        | 1     | 13    |
| 6     | Luknė                       | Paradise               | 3     | 201      | 0        | 3     | 10    |
| 7     | Gabrielius Vagelis          | Šauksmas               | 6     | 865      | 10       | 16    | 2     |
| 8     | Alen Chicco                 | Do You                 | 8     | 467      | 7        | 15    | 3     |
| 9     | Ruta Mur                    | So Low                 | 12    | 973      | 12       | 24    | 1     |
| 10    | Justin 3 feat. DJ AugustYno | Not Giving Up          | 0     | 164      | 0        | 0     | 14    |
| 11    | Baiba                       | When the Lights Go Out | 5     | 227      | 0        | 5     | 9     |
| 12    | Justa Rubežiūtė             | When I'll Find         | 0     | 367      | 2        | 2     | 11    |
| 13    | Noy                         | Destiny's Child        | 4     | 559      | 8        | 12    | 6     |
| 14    | Paulina Paukštaitytė        | Let Me Think About Me  | 7     | 431      | 5        | 12    | 5     |
| 15    | Justė Kraujelytė            | Need More Fun          | 10    | 367      | 3        | 13    | 4     |

##### Audition 2
La seconde audition est diffusée le 28 janvier 2023. Les quinze chansons restantes y participent; là encore, les dix premières accèdent aux demi-finales.
- Qualifiés

| Ordre | Artiste                           | Titre               | Score | Score    | Score    | Score | Place |
| Ordre | Artiste                           | Titre               | Jury  | Télévote | Télévote | Total | Place |
| ----- | --------------------------------- | ------------------- | ----- | -------- | -------- | ----- | ----- |
| 1     | Antikvariniai Kašpirovskio dantys | Sėdi ir važiuoji    | 2     | 527      | 3        | 5     | 10    |
| 2     | I.T.                              | Žinau, tai tu       | 0     | 651      | 4        | 4     | 11    |
| 3     | Donata                            | Dreamer             | 4     | 466      | 1        | 5     | 9     |
| 4     | Matt Len                          | Midnight Train      | 5     | 780      | 7        | 12    | 4     |
| 5     | Melona                            | Song of Whispers    | 0     | 306      | 0        | 0     | 13    |
| 6     | Monika Linkytė                    | Stay                | 10    | 851      | 8        | 18    | 2     |
| 7     | The Pixls                         | Šaukt               | 0     | 147      | 0        | 0     | 15    |
| 8     | Viktorija Faith                   | If You Ever Miss Me | 1     | 133      | 0        | 1     | 12    |
| 9     | Agnė                              | New Start           | 0     | 918      | 10       | 10    | 6     |
| 10    | Gebrasy                           | Saw Your Ghost      | 6     | 349      | 0        | 6     | 8     |
| 11    | MoonBee                           | Rumor               | 3     | 698      | 5        | 8     | 7     |
| 12    | Voldemaras Petersonas             | Things              | 0     | 210      | 0        | 0     | 14    |
| 13    | Petunija                          | Love of My Life     | 8     | 467      | 2        | 10    | 5     |
| 14    | Beatrich                          | Like a Movie        | 12    | 955      | 12       | 24    | 1     |
| 15    | Mario Junes                       | Do What You Do      | 7     | 744      | 6        | 13    | 3     |

#### Demi-finales

##### Demi-finale 1
La première demi-finale se déroule le 4 février 2023. Dix des vingt chansons participent pour obtenir l'une des cinq places en finale.
- Qualifiés

| Ordre | Artiste            | Titre                  | Score | Score    | Score    | Score | Place |
| Ordre | Artiste            | Titre                  | Jury  | Télévote | Télévote | Total | Place |
| ----- | ------------------ | ---------------------- | ----- | -------- | -------- | ----- | ----- |
| 1     | Il Senso           | Sparnai                | 5     | 1 876    | 12       | 17    | 3     |
| 2     | Alen Chicco        | Do You                 | 6     | 364      | 2        | 8     | 6     |
| 3     | Baiba              | When the Lights Go Out | 4     | 211      | 1        | 5     | 10    |
| 4     | Joseph June        | Vacuum                 | 4     | 420      | 4        | 8     | 7     |
| 5     | Noy                | Destiny's Child        | 1     | 584      | 6        | 7     | 9     |
| 6     | Petunija           | Love of My Life        | 12    | 936      | 7        | 19    | 2     |
| 7     | Justė Kraujelytė   | Need More Fun          | 8     | 396      | 3        | 11    | 5     |
| 8     | Gabrielius Vagelis | Šauksmas               | 7     | 1 342    | 8        | 15    | 4     |
| 9     | Ruta Mur           | So Low                 | 10    | 1 440    | 10       | 20    | 1     |
| 10    | Donata             | Dreamer                | 2     | 461      | 5        | 7     | 8     |

##### Demi-finale 2
La seconde demi-finale a lieu le 11 février 2023. Les dix autres chansons encore en lice y participent; les cinq premières sont qualifiées pour la finale.
- Qualifiés

| Ordre | Artiste                           | Titre                 | Score | Score    | Score    | Score | Place |
| Ordre | Artiste                           | Titre                 | Jury  | Télévote | Télévote | Total | Place |
| ----- | --------------------------------- | --------------------- | ----- | -------- | -------- | ----- | ----- |
| 1     | Paulina Paukštaitytė              | Let Me Think About Me | 8     | 1 383    | 10       | 18    | 2     |
| 2     | Agnė                              | New Start             | 3     | 765      | 3        | 6     | 9     |
| 3     | Matt Len                          | Midnight Train        | 4     | 772      | 4        | 8     | 7     |
| 4     | Luknė                             | Paradise              | 2     | 109      | 1        | 3     | 10    |
| 5     | Monika Linkytė                    | Stay                  | 10    | 1 328    | 7        | 17    | 3     |
| 6     | Gebrasy                           | Saw Your Ghost        | 6     | 380      | 2        | 8     | 6     |
| 7     | MoonBee                           | Rumor                 | 5     | 2 457    | 12       | 17    | 4     |
| 8     | Beatrich                          | Like a Movie          | 12    | 1 342    | 8        | 20    | 1     |
| 9     | Mario Junes                       | Do What You Do        | 7     | 852      | 5        | 12    | 5     |
| 10    | Antikvariniai Kašpirovskio dantys | Sėdi ir važiuoji      | 1     | 964      | 6        | 7     | 8     |

##### Finale
La finale est diffusée le samedi 18 février 2023.
- Première place
- Deuxième place
- Troisième place
- Dernière place

| Ordre | Artiste              | Titre                 | Score      | Score          | Score          | Score | Place |
| Ordre | Artiste              | Titre                 | Jury (50%) | Télévote (50%) | Télévote (50%) | Total | Place |
| ----- | -------------------- | --------------------- | ---------- | -------------- | -------------- | ----- | ----- |
| 1     | Mario Junes          | Do What You Do        | 3          | 1 102          | 2              | 5     | 9     |
| 2     | MoonBee              | Rumor                 | 1          | 3 780          | 7              | 8     | 7     |
| 3     | Justė Kraujelytė     | Need More Fun         | 5          | 606            | 1              | 6     | 8     |
| 4     | Paulina Paukštaitytė | Let Me Think About Me | 6          | 2 910          | 5              | 11    | 5     |
| 5     | Beatrich             | Like a Movie          | 8          | 9 392          | 8              | 16    | 3     |
| 6     | Ruta Mur             | So Low                | 10         | 12 822         | 12             | 22    | 2     |
| 7     | Il Senso             | Sparnai               | 2          | 2 090          | 3              | 5     | 10    |
| 8     | Petunija             | Love of My Life       | 7          | 2 501          | 4              | 11    | 4     |
| 9     | Gabrielius Vagelis   | Šauksmas              | 4          | 3 085          | 6              | 10    | 6     |
| 10    | Monika Linkytė       | Stay                  | 12         | 12 675         | 10             | 22    | 1     |

C'est donc Monika Linkytė qui, huit ans après sa première participation au Concours, représente la Lituanie à l'Eurovision 2023 avec sa chanson Stay.

## À l'Eurovision
Monika Linkytė participe à la seconde moitié de la seconde demi-finale du jeudi 11 mai. Elle s'y classe 4e avec 110 points, se qualifiant donc pour la finale. Lors de celle-ci, elle termine à la 11e place avec 127 points.